# قلقل جميل
قلقل جميل (الاسم العلمي:Abrus pulchellus) هو نوع من النباتات يتبع جنس القلقل من الفصيلة البقولية.